# Diachrysia malatyana
Diachrysia malatyana är en fjärilsart som beskrevs av Bytinsky-salz 1936. Diachrysia malatyana ingår i släktet Diachrysia och familjen nattflyn. Inga underarter finns listade i Catalogue of Life.